# Just a Little More Love
Just a Little More Love — дебютный студийный альбом французского диджея Давида Гетта, вышедший в 2002 году.

## Об альбоме
С альбома было выпущено 4 сингла - «Just a Little More Love», «Love Don't Let Me Go», «Give Me Something» и «People Come, People Go».
Первый сингл с альбома Just a Little More Love был записан совместно с Крисом Уиллисом в стиле «электро-фанк-хаус». Сам альбом был издан компанией Virgin в июне 2002 года, он был продан тиражом в 250,000 копий. Второй сингл Love Don't Let Me Go, записанный в стиле «техно-диско» был очень похож по звучанию на Depeche Mode.

## Список композиций
| №   | Название                                                        | Длительность |
| --- | --------------------------------------------------------------- | ------------ |
| 1.  | «Just a Little More Love»                                       | 3:20         |
| 2.  | «Love Don't Let Me Go» (совместно с Крисом Уиллисом)            | 3:36         |
| 3.  | «Give Me Something» (совместно с Барбарой Таккер)               | 5:44         |
| 4.  | «You» (совместно с Крисом Уиллисом)                             | 3:23         |
| 5.  | «Can't U Feel the Change» (совместно с Крисом Уиллисом)         | 4:53         |
| 6.  | «It's Allright (Preaching Paris)» (совместно с Барбарой Таккер) | 3:49         |
| 7.  | «People Come, People Go» (совместно с Крисом Уиллисом)          | 3:19         |
| 8.  | «Sexy 17» (совместно с Хуаном Розофом)                          | 3:27         |
| 9.  | «Atomic Food» (совместно с Крисом Уиллисом)                     | 3:19         |
| 10. | «133»                                                           | 3:41         |
| 11. | «Distortion» (совместно с Крисом Уиллисом)                      | 3:11         |
| 12. | «You Are the Music» (совместно с Крисом Уиллисом)               | 5:58         |
| 13. | «Lately»                                                        | 1:40         |